# Guaxupé
Guaxupé est une municipalité brésilienne de l'État du Minas Gerais et de la microrégion de São Sebastião do Paraíso.